# Mogán
Mogán település Spanyolországban, Las Palmas tartományban. Mogán Tejeda, San Bartolomé de Tirajana és La Aldea de San Nicolás községekkel határos. Lakosainak száma 21 175 fő (2024).

## Népesség
A település népessége az elmúlt években az alábbi módon változott:
| Lakosok száma | 14 321 | 15 176 | 18 547 | 21 690 | 24 225 | 23 491 | 19 783 | 20 072 | 20 331 | 21 175 |
|               | 2001   | 2004   | 2007   | 2009   | 2012   | 2014   | 2017   | 2019   | 2022   | 2024   |